# Pribiš
Pribiš este o comună slovacă, aflată în districtul Dolný Kubín din regiunea Žilina. Localitatea se află la altitudinea de 640 m deasupra n.m., se întinde pe o suprafață de 8,403 km2 și în 2017 număra 450 de locuitori.

## Istoric
Localitatea Pribiš este atestată documentar din 1592.

## Demografie
| An:                | 1994 | 2004 | 2014   | 2024 |
| ------------------ | ---- | ---- | ------ | ---- |
| Număr de persoane: | 474  | 474  | 450    | 468  |
| Diferență:         |      | +0%  | −5,06% | +4%  |

| An:                | 2023 | 2024   |
| ------------------ | ---- | ------ |
| Număr de persoane: | 470  | 468    |
| Diferență:         |      | −0,42% |